# قائمة أعمال سيغموند فرويد
 سيغيسموند شلومو فرويد يعرف اختصارًا بـسيغموند فرويد (6 مايو 1856—23 سبتمبر، 1939) هو طبيب نمساوي من أصل يهودي، اختص بدراسة الطب العصبي ومفكر حر يعتبر مؤسس علم التحليل النفسي. وهو طبيب الأعصاب النمساوي الذي أسس مدرسة التحليل النفسي وعلم النفس الحديث. اشتهر فرويد بنظريات العقل واللاواعي، وآلية الدفاع عن القمع وخلق الممارسة السريرية في التحليل النفسي لعلاج الأمراض النفسية عن طريق الحوار بين المريض والمحلل النفسي. كما اشتهر بتقنية إعادة تحديد الرغبة الجنسية والطاقة التحفيزية الأولية للحياة البشرية، فضلا عن التقنيات العلاجية، بما في ذلك استخدام طريقة تكوين الجمعيات وحلقات العلاج النفسي، ونظريته من التحول في العلاقة العلاجية، وتفسير الأحلام كمصادر للنظرة الثاقبة عن رغبات اللاوعي.
في حين أنه تم تجاوز الكثير من أفكار فرويد، أو قد تم تعديلها من قبل المحافظين الجدد و«الفرويديين» في نهاية القرن العشرين ومع التقدم في مجال علم النفس بدأت تظهر العديد من العيوب في كثير من نظرياته، ومع هذا تبقى أساليب وأفكار فرويد مهمة في تاريخ الطرق السريرية وديناميكية النفس وفي الأوساط الأكاديمية، وأفكاره لا تزال تؤثر في بعض العلوم الإنسانية والعلوم الاجتماعية.
▪ وله عدة مؤلفات من بينها:

## تفسير الأحلام
تفسير الأحلام (بالألمانية: Die Traumdeutung) هو كتاب بقلم المحلل النفسي سيغموند فرويد. يقدم الكتاب نظرية فرويد في اللاوعي فيما يتعلق بموضوع تفسير الأحلام، كما يناقش أيضا أولا النظرية التي عرفت فيما بعد باسم عقدة أوديب. قام فرويد بتنقيح الكتاب ثماني مرات على الأقل، وأضاف قسما شاملا في الطبعة الثالثة يتعامل فيه مع رمزية الحلم بشكل حَرْفي، حيث يظهر عليه تأثير فيلهلم شتيكل. قال فرويد عن هذا العمل، «بصيرة مثل هذه تقع في يد المرء مرة في العمر».
كانت مبيعات النسخ المطبوعة الأولي من الكتاب منخفضة جدا - استغرق الأمر سنوات عديدة حتى بيعت أول 600 نسخ. ومع ذلك، اكتسب العمل شعبية عندما اشتهر فرويد، وأصدر سبع طبعات خلال حياته.
أصدرت أول ترجمة من الألمانية إلى الإنجليزية من قبل أبراهام بريل، وهو محلل نفسي فرويدي. بعد سنوات، نشرت ترجمة مصدقة بقلم جيمس ستراتشي. وأحدث ترجمة إنكليزية كانت بقلم جويس كريك. كان الكتاب طويلا جدا ومعقدا، ما حدا بفرويد بكتابة نسخة مختصرة بعنوان «عن الأحلام».

## قلق في الحضارة
كتاب شهير لعالم النفس النمساوي سيجموند فرويد طبق فيه نظريات علمه على الظواهر الحضارية المختلفة كالزواج واختراع الآلات وافتقاد السعادة (..) ويعد هذ الكتاب تواصلا مع كتابه مستقبل وهم الذي طبق فيه نفس الخطة على الدين. يبرز في هذا العمل الروح النقدي الدقيق لفرويد فهو يعيد النظر في كل بديهيات الحضارة متبعا منهج ديكارت الفلسفي في الشك وعن طريق هذا العمل يقنع فرويد العالم أن علم النفس قادر أن يفسر كل ما يدور في حياة الإنسان. ترجم هذا الكتاب إلى العربية المفكر جورج طرابيشي عن الترجمة الفرنسية وهو الذي يقول أن السؤال الذي يحاول فرويد أن يجيب عليه في هذا الكتاب هو «لماذا لا يحظى الإنسان بالسعادة التي ينشدها مهما قارب أن يكون الها؟». ان النتيجة التي نخرج بها من هذا الكتاب هي مقولة فرويد: «ان الشعور بالذنب هو السبب الرئيس لتطور الحضارة.»

## موسى والتوحيد

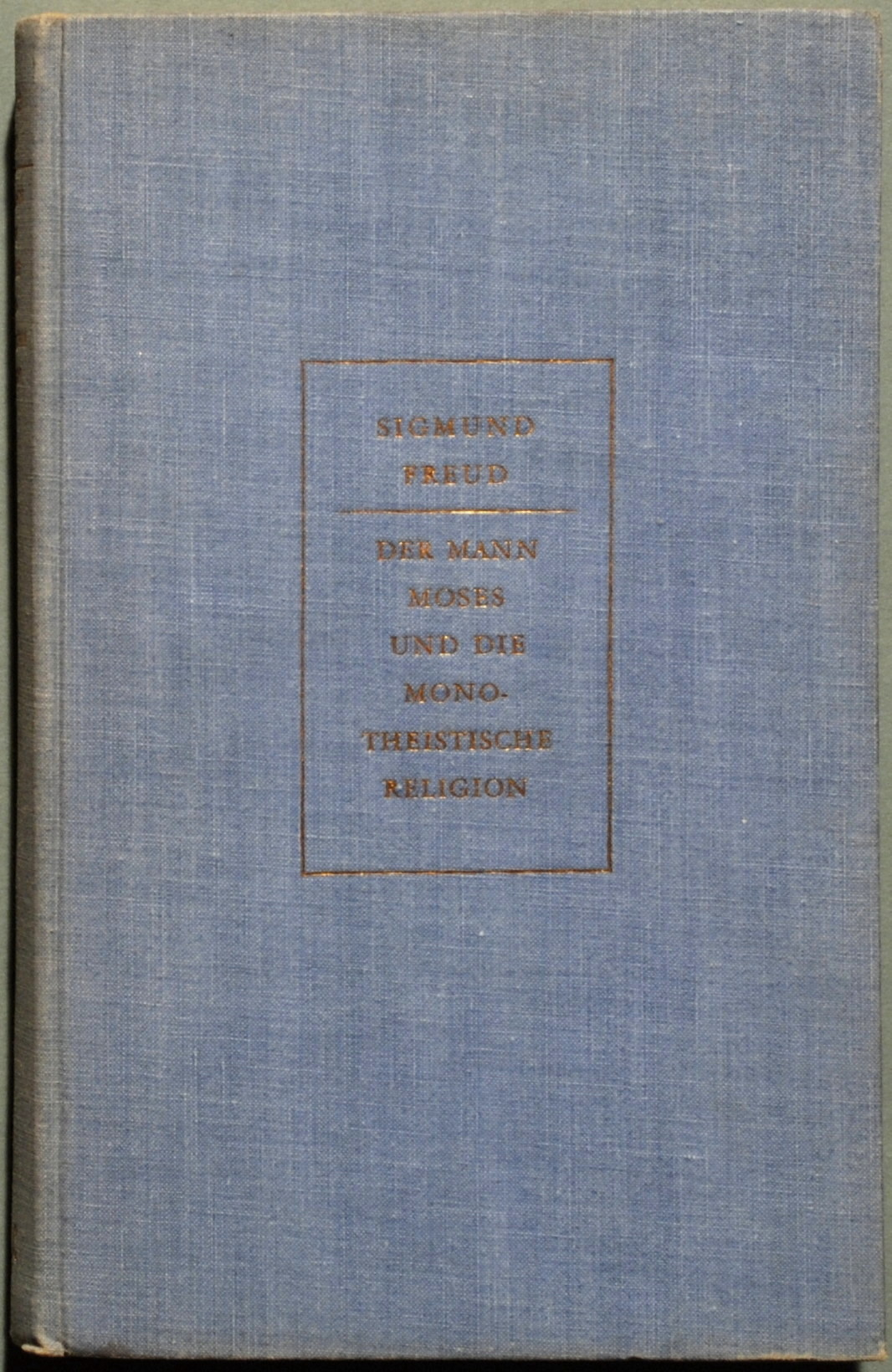
غلاف الكتاب

موسى والتوحيد (بالألمانية: Der Mann Moses und die monotheistische Religion. Drei Abhandlungen، حرفياً: «ذاك الرجل موسى والديانة التوحيدية. ثلاث مقالات») كتاب بقلم سيغموند فرويد صدر بالألمانية في سنة 1939، ترجمه إلى العربية جورج طرابيشي.

## الجنس عند فرويد
تتكون نظرية فرويد من أربع مراحل نفسية-جنسية وهي: فموي، شرجي، وذري، وتناسلي.
يضاف إليها مرحلة الكمون في فترة الطفولة. على أساسها تفترض النظرية أن أي مشكلة في الانتقال الصحيح من مرحلة إلى أخرى يحفر أثره عميقا في شخصية الفرد البالغ. بينما إذا استطاع الشخص أن يعبر المرحلة من دون أية صعوبات أو مشاكل فلن تترك أثرا يذكر على شخصيته كبالغ.

## ثلاث مقالات في النظرية الجنسية
ثلاث مقالات في النظرية الجنسية (بالألمانية: Drei Abhandlungen zur Sexualtheorie) (بالإنجليزية: Three Essays on the Theory of Sexuality) ، هي كتاب علم النفس من نوع سلوك الإنسان الجنسي، طبعت الكتاب سنة 1905 في عهد الإمبراطورية الألمانية، تتحدث الكتاب عن ظاهرة الأمراض النفسية في المجتمع النمساوي. .

## الطوطم والتابو

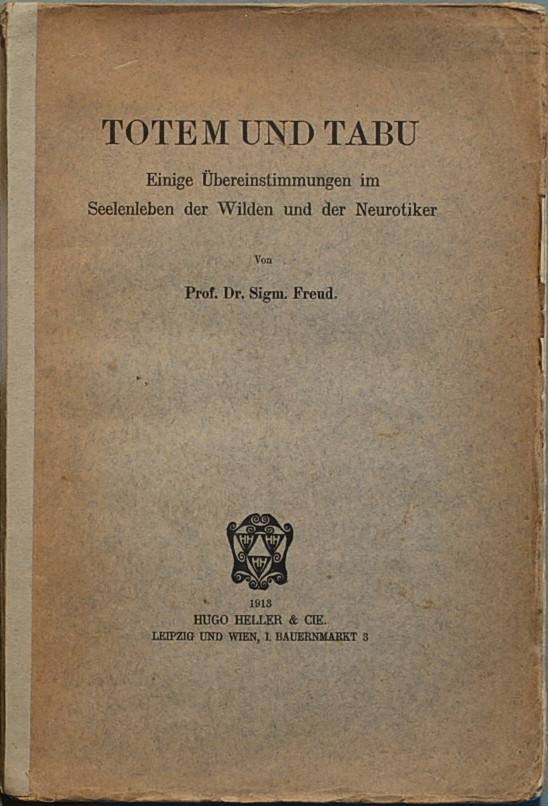
صورة الغلاف

الطوطم والتابو (بالألمانية: Totem und Tabu) هو كتاب لعالم النفس سيغموند فرويد نشر لأول مرة سنة 1913، والذي طبق فيه أسلوب التحليل النفسي في مجالات تاريخ وعلم الإنسان والأديان.
الكتاب عبارة عن أربع أطروحات أوحيت أفكارها من أعمال فيلهلم فونت وكارل يونغ؛ وهي:
- رعب سفاح القربى
- التابو والتناقض الوجداني العاطفي
- الروحيات والسحر والقدرة الكلية للأفكار
- عودة الطوطم في الطفولة

ترجم الكتاب للغة الإنجليزية أول مرة من قبل أبراهام بريل ثم من جيمس ستريتشي James Strachey.

## وصلات خارجية
- مؤلفات Sigmund Freud في مشروع غوتنبرغ
- A BBC recording of Freud speaking, made in 1938
- Yale Psychology lecture on Sigmund Freud
- Dream Psychology by Sigmund Freud
- Essays by Freud at Quotidiana.org
- Freud Archives at Library of Congress
- Freud Museum, Maresfield Gardens, London
- Freud, the Serpent and the Sexual Enlightenment of Children/DANIEL BURSTON  نسخة محفوظة 15 أكتوبر 2007 على موقع واي باك مشين.
- Freud's Unwritten Case: The Patient "E." by Douglas A. Davis نسخة محفوظة 15 يونيو 2010 على موقع واي باك مشين.
- International Network of Freud Critics
- International Psychoanalytical Association, founded by Freud in 1910
- Sigmund Freud Life and Work
- Sigmund Freud's article on Psychoanalysis from the 1926 (Thirteenth) edition of the Encyclopædia Britannica
- soliloquia.ch: Sigmund Freud (Freud Speaking - Audio, English/German نسخة محفوظة 22 أبريل 2008 على موقع واي باك مشين.
- Works by Sigmund Freud (public domain in Canada)

لا توجد روابط لمواقع التواصل الاجتماعي.